# Gymnázium ALTIS
Gymnázium ALTIS je střední škola gymnaziálního typu, která poskytuje osmileté studium se všeobecným zaměřením. Gymnázium sídlí v Praze-Petrovicích a založeno bylo v roce 1992. Ředitelkou školy je k datu 14. října 2021 Mgr. Bc. Jaroslava Fišerová a jejím zástupcem je Mgr. Jan Koliáš.

## Historie
Gymnázium ALTIS bylo založeno v roce 1992 v Kunraticích v Praze. Nenápadný inzerát v novinách počátkem roku 1992 byl i počátkem dalších stupínků vývoje gymnázia ALTIS. Jestliže v roce 1991 zřizovatelka gymnázia PeadDr. Vladimíra Fišerová diskutovala se svými kolegy a známými o vzniku soukromé školy, rok 1992 přinesl rozhodnutí. Městská část Praha-Kunratice nabízela k pronájmu bývalou školu a účastníci konkurzu mohli předložit své návrhy na využití objektu. Projekt vzniku gymnázia ALTIS nakonec zvítězil. Gymnázium do pronájmu dostalo starou budovu s ještě starší historií.
První školní rok byl zahájen s pěti třídami, přestože byl zájem obrovský (přes pět set žadatelů). Přijímacím řízením prošlo prvních 124 studentů. Zahájeny 1.A a 1.B, s třídními profesory Ivanou Šobbrovou a Věrou Kacetlovou (kterou po jejím odchodu 28.2. nahradila PeadDr. Olga Jelínková) a třída 4.A - nejstarší třída s třídním profesorem Antonínem Duškem. V školním roce 1994/1995 gymnázium otevřelo jednu novou třídu. Přihlásilo se celkem 79 žadatelů a z nich 26 bylo přijato. Gymnázium se tak rozrostlo na 9 tříd, a to 1 prima, 1 sekunda, 3 tercie, 2 kvarty, 1 kvinta, 1 sexta.

### Stručný přehled
1992 Gymnázium ALTIS zahájilo v Kunraticích svou činnost jako sedmileté gymnázium.
1995 Gymnázium ALTIS se transformovalo na gymnázium osmileté, šestileté, čtyřleté a zákazníkům nabídlo nový vzdělávací program.
2007 Gymnázium ALTIS uvedlo do praxe Kurikulum-Vzdělávací program Gymnázia ALTIS, zpracovaný podle rámcových vzdělávacích programů s názvem Vědění je moc!
2007 Gymnázium ALTIS mělo prozatímní pobočku v Praze 4 - Libuš.
2008 Gymnázium ALTIS otevřelo další pobočku v Praze 10 – Petrovicích.
2011 Gymnázium ALTIS ukončilo své působení v Praze 4 – Kunraticích a zahájilo oslavy 20. výročí vzniku gymnázia v rozšířených prostorách ZŠ Dopplerova.

## Současnost
V roce 2011 gymnázium přesídlilo z Prahy 4 do městské části Praha-Petrovice kde v současnosti sídlí. Konečná fáze přestěhování školy se uskutečnila 10. července 2012. Gymnázium sídlí v pronajaté části (dvě nadzemní podlaží) základní školy Praha Petrovice. V současné době (1.9.2021) studuje na gymnáziu 173 studentů v osmi třídách.

## Poloha
Gymnázium ALTIS se nachází v městské části Praha-Petrovice v ulici Dopplerova. V ulici Dopplerova je také jeho hlavní vchod, druhý vchod se nachází v areálu ZŠ Petrovice který je přístupný z ulice Bellova.
V blízkosti gymnázia se také nachází dvě autobusové zastávky MHD Morseova a Jakobiho.

### S autobusovými linkami
Morseova - 154, 240, 252 a 254.
Jakobiho - 125, 175, 183, 226, 227, 270, 911 a 959.

## Studium
V lednu 2020 byl Gymnáziu Altis propůjčen titul „Fakultní škola Přírodovědecké fakulty Univerzity Karlovy“. V posledních letech existuje i aktivní spolupráce mezi Gymnáziem Altis a Přírodovědeckou fakultou UK, například laboratorní cvičení z chemie, ověřování nových materiálů ve výuce, návštěvy botanické zahrady PřF a workshopů v Hrdličkově muzeu.